# Kira Murátova
Kira Heórhiivna Murátova (en rumano: Kira Muratova, en ucraniano: Кіра Георгіївна Мура́това; Soroca, Rumania, 5 de noviembre de 1934 - Odesa, Ucrania, 6 de junio de 2018) fue una directora, guionista y actriz ucraniana soviética de origen rumano. Su obra se encuentra comprendida en las épocas soviética y postsoviética.

## Biografía

### Primeros años
Murátova ingresó en la carrera de filología de la Universidad Estatal de Moscú, pero la abandonó luego, con el fin de estudiar Dirección de Cine en el Instituto Pansoviético de Cinematografía (VGIK) de dicha ciudad. En su pasaje por esta escuela de cine tuvo la oportunidad de ser discípula de Serguéi Guerásimov y otros grandes directores rusos. Se licenció en el año 1959 y, a partir de 1961, trabajó en el estudio de cine de Odesa. Por ese entonces comenzó a definir lo que luego serían su estilo y tópicos más enfatizados: la complejidad psicológica y emocional de sus personajes, la coexistencia humana y la vida cotidiana de la gente común.
En 1965, codirigió la película Nuestro pan de cada día con su esposo Aleksandr Murátov. Durante el régimen soviético fue censurada por considerarse oficialmente que la temática de sus películas carecía de «sentido cívico», al punto de que sus dos primeras obras, Breves encuentros (1967) y Los largos adioses (1971), fueron prohibidas. La primera, de escasísima difusión, trata sobre un triángulo amoroso en una provincia rusa; la segunda, que vería la luz recién en 1987, cuenta la historia de un joven que abandona a su madre para salir en búsqueda de su padre. A pesar de su sencillez y realismo argumental, estas dos primeras obras se caracterizaron por una experimentación inédita para la Unión Soviética de entonces: exceso en la utilización del primer plano, existencia de saltos narrativos, independencia entre lo audible y lo visual, entre otras técnicas poco usuales en su momento.
Entre 1971 y el inicio en 1985 de la política de glásnost, Murátova solo filmaría dos películas: El intento de conocer el gran mundo (1979) y Entre piedras grises (1983). En El intento de conocer el gran mundo, considerada por el crítico de cine ruso Andréi Plájov como «la obra maestra rusa más desestimada», Murátova abandonó las técnicas experimentales de sus películas previas. La trama trata nuevamente sobre un triángulo amoroso, limitándose esta vez la acción al escenario de la construcción de un nuevo establecimiento, «entre ladrillos, cemento, concreto y mugre».
Por su parte, con Entre piedras grises, mutilada por la censura y por eso firmada bajo el pseudónimo de Iván Sídorov, Murátova continuó enfocándose en una visión personal que, si por un lado, incomodaba a los censores soviéticos, por otro, los obligaba a reconocer un talento imposible de desestimar. Se le ofreció entonces el rodaje de una adaptación de La princesa Mary de Mijaíl Lérmontov, pero el proyecto nunca llegó a realizarse.

### Madurez artística
Finalizada la censura, en 1987 rodó la película Cambio de fortuna y, en 1989, una de sus obras más trascendentes: El síndrome asténico. En esta película, Murátova juega con el contraste blanco y negro/color, atribuyéndole un sentido simbólico en la coyuntura política; sus personajes, por su parte, representan cierta narcolepsia colectiva ante esa coyuntura de transición: en ese paso al capitalismo más salvaje, la sociedad rusa, según Josep Torrell, «no quiere dejar pasar lo que viene, pero al mismo tiempo no sabe (o no puede) hacer nada para impedirlo». Se destaca además el cuidado extremo por los detalles —que sería una característica generalizable a toda la obra de Murátova— y, especialmente, las escenas —muchas veces mudas— como secuencias cargadas de significados sutiles. Murátova también incluye en algunas de estas escenas el homenaje (como sucede con Lev Tolstói en una de ellas). La película no estuvo exenta de controversia, en este caso debido a una escena secundaria cuyo lenguaje se consideró «obsceno», al punto de pedírsele a la autora —sin éxito— que se quitara ésta.
Su siguiente película, El policía sentimental (1992), no obtuvo una buena crítica, y sus detractores la encontraron demasiado optimista para Murátova; en cambio Pasiones, rodada en 1994, ganó el Premio Nika (equivalente ruso a los Premios Oscar). Esta película, lejana al concepto de «cine arte» que la autora intentaba desarrollar, es la más accesible de su obra. La misma autora admitió que, no solo se trata de una «película superficial», sino que fue hecha de esa manera a propósito.
Tres historias, rodada en 1997, presenta simultáneamente una mirada cínica y comprensiva de la sociedad moderna. Consta de tres segmentos. La protagonista del segundo de ellos, titulado «Ofelia», es Ofa, la archivera de una maternidad —que puede ser vista como el personaje principal de toda la obra— constituye una referencia a Ofelia de Shakespeare, mediante la cual se potencia la línea argumental que por momentos se acerca a la temática «hamletiana» del progresivo parecido de los hijos con sus padres. Ofa se muestra como el estereotipo de la mujer débil y víctima. Este personaje representa además, por momentos, una caricatura de la imagen que parte del público tiene sobre la propia autora. Dicho aspecto se pone en evidencia, por ejemplo, en la escena en que Ofa dice a otro personaje que odia a los hombres, a las mujeres y a los niños, y que solamente disfruta de los animales.
Tras el rodaje de Ciudadanos de segunda (2001) (ganadora de los premios Lily de oro y FIPRESCI), en la que se muestra cómo una mujer envenena a su novio abusivo y pasea su cuerpo en plena calle, Murátova se dedicó a planear la película que, luego de Síndrome asténico, sería su obra de mayor repercusión y con la que ganaría el premio ruso Aries de Oro al mejor director: Motivos chejovianos (Chéjovskie motivy, 2002). Se trata de una adaptación —marcada por el absurdo— de la obra dramática Tatiana Répina de Antón Chéjov. La primera media hora de la película se muestra a un estudiante insistiendo a su padre para que le dé dinero y a la madre repitiendo una misma frase decenas de veces, mientras la atmósfera se va haciendo cada vez más tensa y sin sentido. Finalmente el hijo decide abandonar el hogar y termina casualmente en una boda. La siguiente hora de película muestra el proceso de casamiento en una iglesia ortodoxa rusa. La duración de la escena en la película pretende respetar el tiempo real de lo representado y cada uno de sus detalles, generándose una peculiar situación que adentra al espectador en el tedio y absurdo reinantes. Los personajes y el público viven una misma experiencia: la impaciencia de los personajes es la del público, la conciencia de estar presenciando algo que no se desea es también la conciencia del público, la estupidez de los personajes al hacer algo que no quieren pero que se ven obligados a hacer es la estupidez del público. Según Ruslán Janumyán, por otra parte, al mostrarse a los integrantes de la ceremonia, ricos e ignorantes, sufriendo con ella y preocupándose por banalidades, Murátova parece estar denunciando la trivialización de la espiritualidad en la sociedad rusa.
En 2004, dirigió y escribió junto a los guionistas Serguéi Chetvertkov y Yevgueni Golubenko, la película Nastróyschik (Afinador, denominada The tuner en inglés). Ésta trata sobre un joven afinador de pianos que traba amistad con dos ancianas ricas proponiéndose estafarlas. La película fue bien recibida por la crítica y ganó dos premios: Premio Nika al mejor director y Lily de oro.
Al año siguiente, dirigió Certificado, un cortometraje de diez minutos escrito por Borís Hersonski y, en 2007, la película Dos en uno, escrita por Yevgueni Golubenko y Renata Litvínova, que ganaría el Premio Nika a la mejor película.  
En 2009, escribió y dirigió una nueva película: Melodía para organillo.

## Estilo y temática
La obra de Murátova, cercana a la línea del denominado «cine triste» surgido con la glásnost soviética, se mueve entre un nihilismo extremo y un extremo humanismo, y toma como elementos —tanto de estilo cinematográfico como de contenido narrativo mismo— la fealdad, la crueldad y el absurdo.
La fealdad como estética es para la autora una obsesión que, a diferencia de otros directores obsesionados también con dicha forma, nunca intentó mostrar de una manera refinada, desafiando a la audiencia a olvidar sus propias concepciones de belleza y a aceptar lo recibido sencillamente como es propuesto. Ruslán Janumián menciona, en este sentido, las imágenes de personas desnudas poco atractivas o de apariencia inusual. Murátova no busca embellecer lo que muestra en tanto tampoco lo considera necesariamente negativo.
La crueldad constituye otro componente de su estilo. Más aún que los cuerpos mutilados de personas y animales, el elemento que llama la atención es cierta crueldad hacia el espectador, cierta intención de molestia siempre presente... personajes que hablan en un tono de voz excesivamente agudo o riendo continuamente y sin razón alguna, acciones o frases repetidas una y otra vez sin motivo, alternancia brusca en la velocidad de algunos diálogos, personajes repentinamente agredidos verbal o físicamente, etc.
El absurdo, por su parte, es constante en la obra de Murátova. Las tramas, o algunas escenas, son a veces surreales; la forma de actuar de los personajes, por momentos, no obedece a lógica alguna y la seriedad de determinados hechos se interrumpe muchas veces de manera humorística.
En lo estrictamente relacionado al contenido de su obra, varios de sus elementos característicos, como la crítica al papel tradicional de la mujer y al exacerbado rol de la familia como institución básica, la crítica a la rígida burocracia soviética y la presentación de personajes más preocupados por ideales utópicos que por el trabajo y el «servicio cívico», fueron elementos clave para la censura de sus primeros trabajos. Son características en Murátova las historias sobre gente común y la exploración, siempre entre la realidad y el sinsentido, de la psicología de sus personajes, particularmente de los femeninos.
Desde un punto de vista formal, el enfoque estilístico y temático de Kira Murátova es casi bipolar. Por momentos las transiciones entre escenas son suaves, sofisticadas y agradables en relación, por ejemplo, a la técnica del movimiento de la cámara o coordinación de colores; en otros casos, esta suavidad desaparece y deja lugar a una explosión de color, una edición caótica y un juego de cámaras casi amateur. Por momentos Murátova parece tener total control sobre la trama y los personajes; en otros, parece dejar la película completamente al arbitrio de la aleatoriedad, saltando entre personajes y tramas o dejando líneas narrativas repentinamente en suspenso para que otras tomen su lugar en cualquier momento de la obra.
En conjunto, su obra no da al espectador los elementos necesarios para defenderse del continuo ataque; sus fundamentos son la falta de cualquier seguridad o previsión, un fuerte impacto emocional, la desorientación del espectador y la ausencia deliberada de cualquier formalismo.

## Filmografía

### Como directora, guionista y actriz
- 1967 Breves encuentros - Korótkie vstrechi (Короткие встречи)

### Como directora y guionista
- 1979 El intento de conocer el gran mundo - Poznavaya bely svet  (Познавая Белый Свет)
- 1987 Cambio de fortuna - Peremena úchasti (Перемена участи)
- 1989 Síndrome asténico - Astenícheski sindrom (Астенический синдром)
- 1992 El policía sentimental - Chuvstvítelny militsioner (Чувствительный милиционер)
- 2001 Ciudadanos de segunda - Vtorostepénnyie lyudi (Второстепенные люди)
- 2002 Motivos chejovianos - Chéjovskie motivy (Чеховские мотивы)
- 2004 Afinador - Nastróyschik (Настройщик)
- 2009 Melodía para organillo - Melódiya dlya sharmanki (Мелодия для шарманки)
- 2012 Eterno retorno - Véchnoie vozvraschénie (Вечное возвращение)

### Como directora
- 1971 Los largos adioses - Dólguie próvody (Долгие проводы)
- 1983 Entre piedras grises - Sredí séryj kamnéy (Среди серых камней)
- 1994 Pasiones - Uvlechéniya (увлечения)
- 1997 Tres historias - Tri istórii (Три истории)
- 1999 Carta a América - Pismó v Amériku (Письмо в Америку)
- 2005 Certificado - Spravka (Справка)
- 2007 Dos en uno - Dva v odnom (Два в одном)